# Віннвайлер
Віннвайлер (нім. Winnweiler) — громада в Німеччині, розташована в землі Рейнланд-Пфальц. Входить до складу району Доннерсберг. Центр об'єднання громад Віннвайлер.
Площа — 21,80 км2. Населення становить 4868 ос. (станом на 31 грудня 2020).

## Галерея

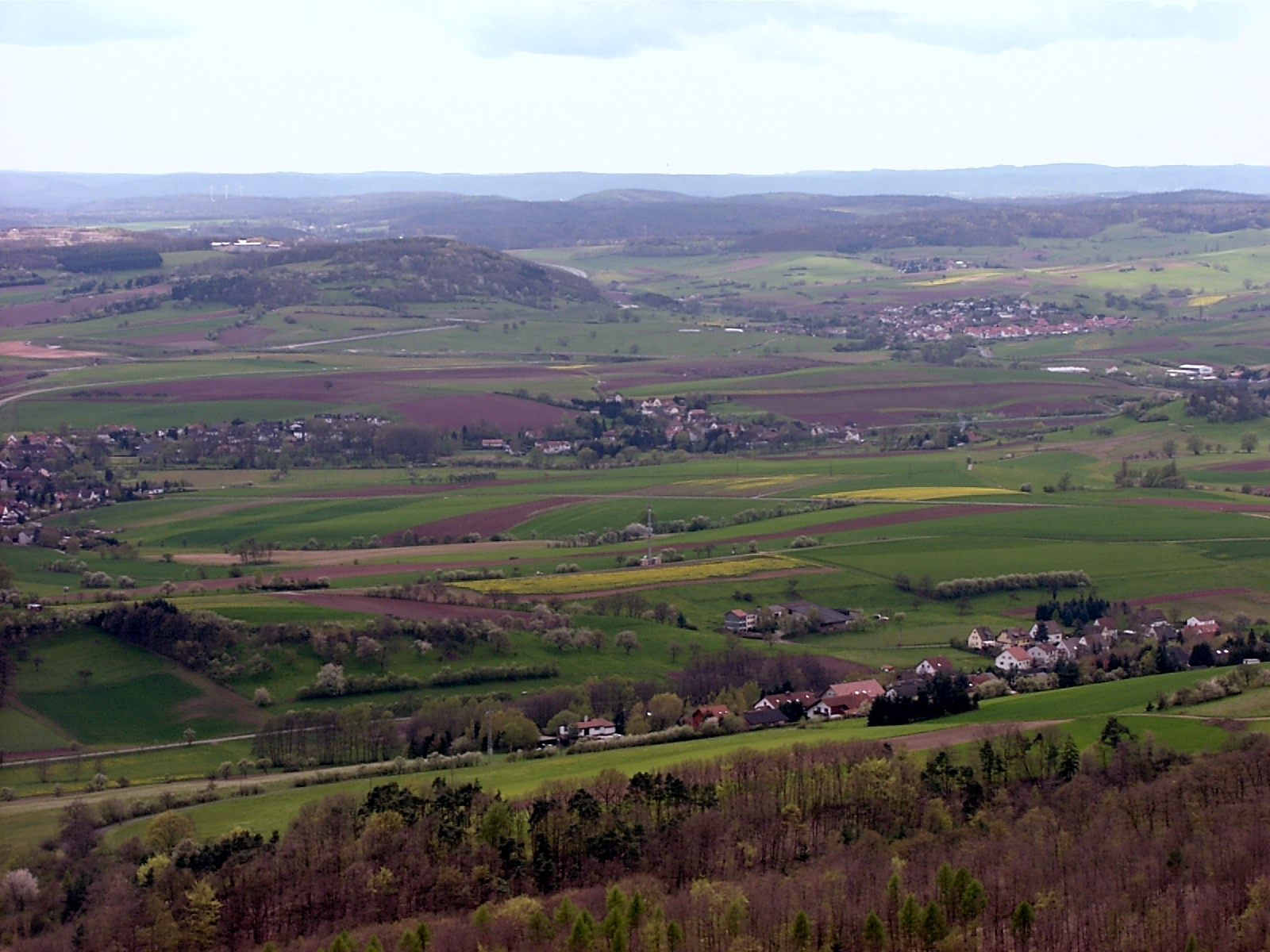
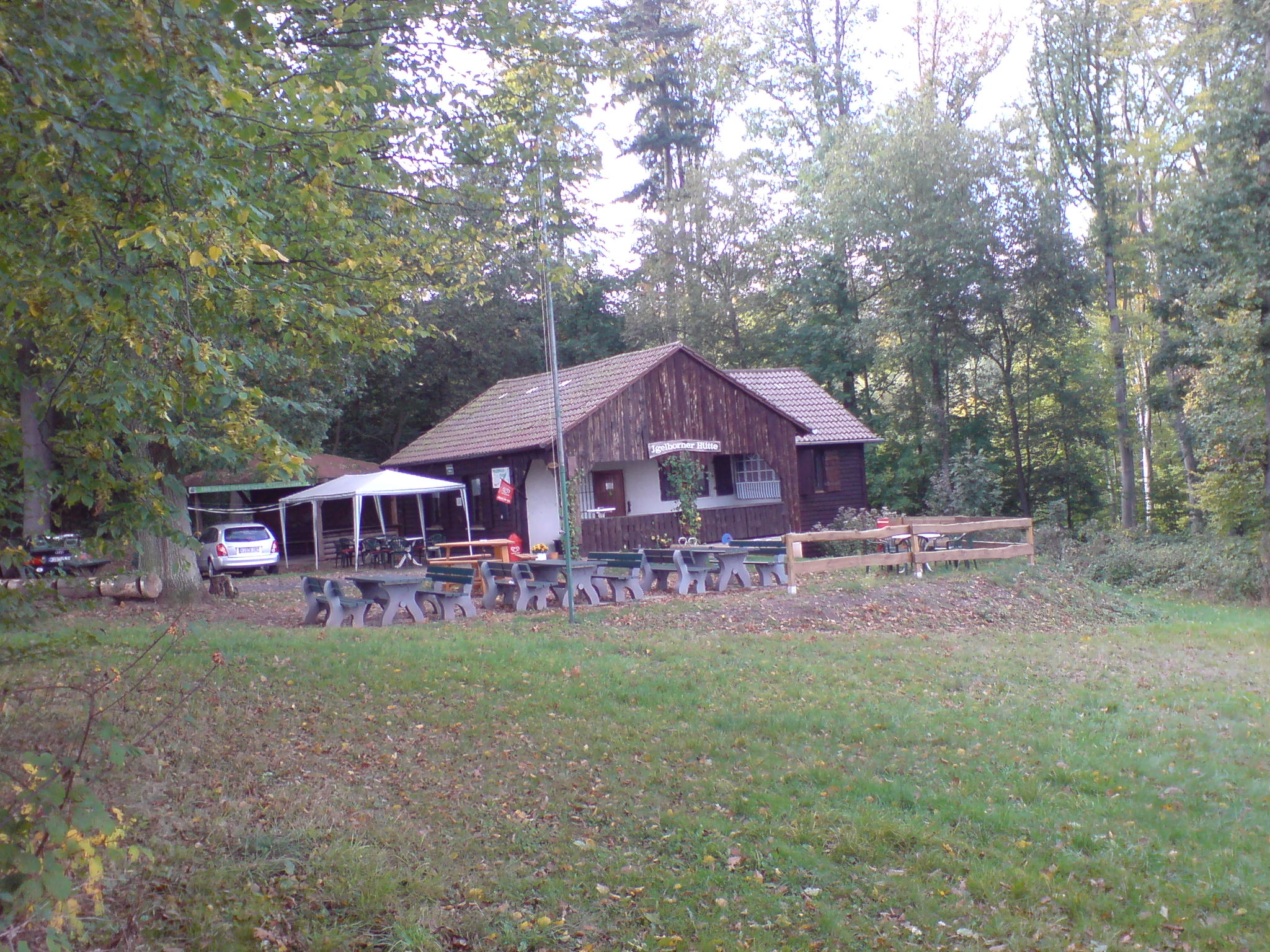
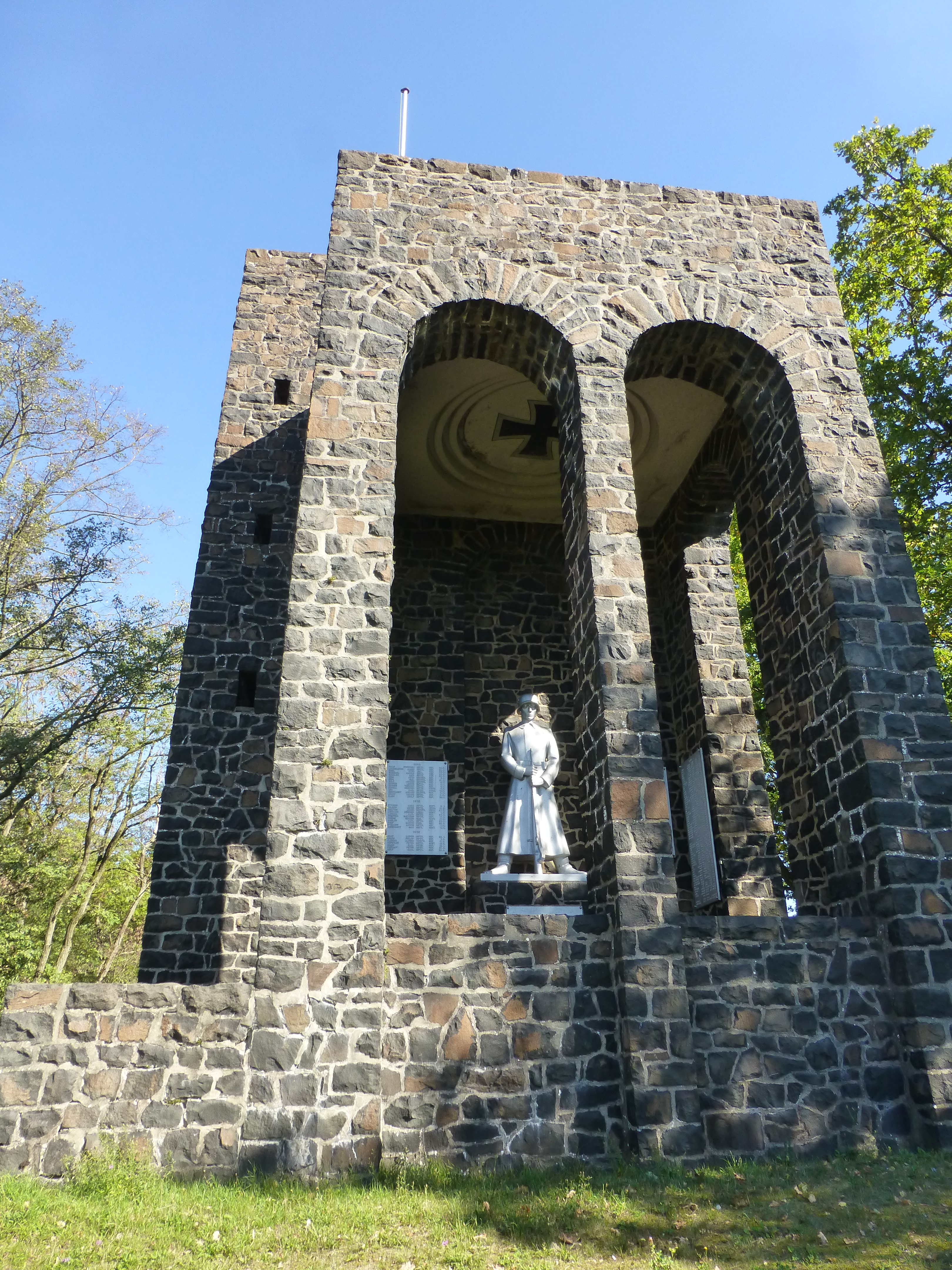
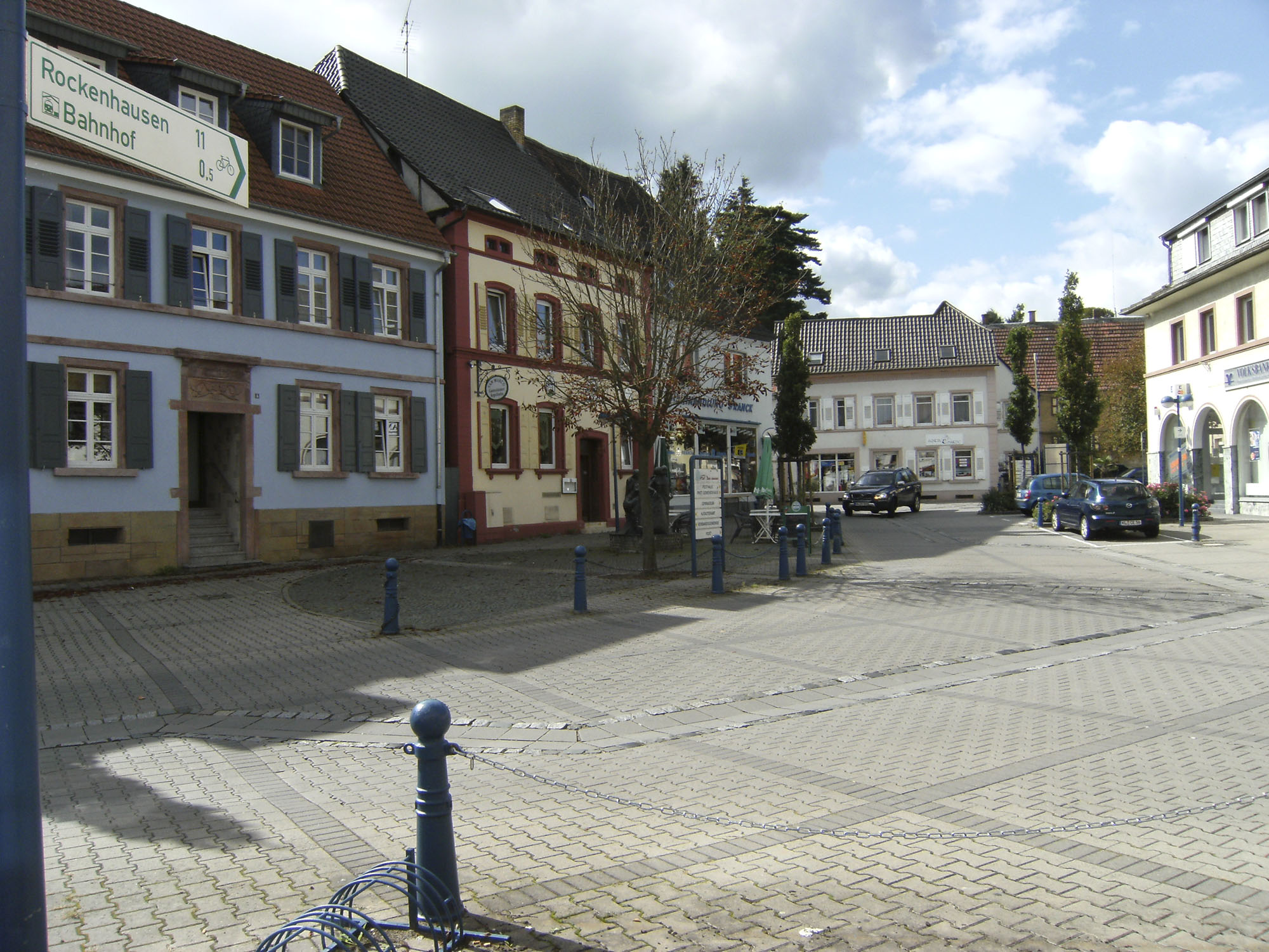